# Прігорія
Прігорія (рум. Prigoria) — село у повіті Горж в Румунії. Входить до складу комуни Прігорія.
Село розташоване на відстані 202 км на захід від Бухареста, 32 км на схід від Тиргу-Жіу, 83 км на північ від Крайови.

## Населення
За даними перепису населення 2002 року у селі проживали 539 осіб, усі — румуни. Усі жителі села рідною мовою назвали румунську.